# Waldemar Podgórski (inżynier)
Waldemar Podgórski – polski inżynier, dr hab. nauk rolniczych, profesor nadzwyczajny Katedry Biotechnologii i Analizy Żywności Wydziału Inżynierii Produkcji Uniwersytetu Ekonomicznego we Wrocławiu.

## Życiorys
1 lutego 1984 obronił pracę doktorską Sterowanie cytrynową fermentacją wgłębną na podłożu melasowym, 23 maja 2002 habilitował się na podstawie pracy zatytułowanej Kształtowanie aktywności oddechowej i kwasotwórczej Aspergillus niger podczas produkcji kwasu cytrynowego w podłożach z melasą trzcinową.  Został zatrudniony na stanowisku profesora w Katedrze Biotechnologii Żywności na Wydziale Inżynieryjnym i Ekonomicznym Akademii Ekonomicznej im. Oskara Langego we Wrocławiu.
Piastuje stanowisko profesora nadzwyczajnego Katedry Biotechnologii i Analizy Żywności Wydziału Inżynierii Produkcji Uniwersytetu Ekonomicznego we Wrocławiu.
Był dyrektorem w Katedrze Bioutylizacji Odpadów Rolno-Spożywczych na Wydziale Inżynieryjnym i Ekonomicznym Akademii Ekonomicznej im. Oskara Langego we Wrocławiu.